# Arnold Schönberg
Arnold Schoenberg (n. 13 septembrie 1874, Viena, Austro-Ungaria – d. 13 iulie 1951, Los Angeles, California, SUA) a fost un compozitor și pictor evreu-austriac, elevul lui Gustav Mahler. Este  unul dintre pionierii muzicii dodecafonice. A compus marea parte a lucrărilor în Statele Unite ale Americii.

## Biografie
Creștin-catolic prin naștere, Schoenberg a decis să treacă la iudaism.

## Discipoli

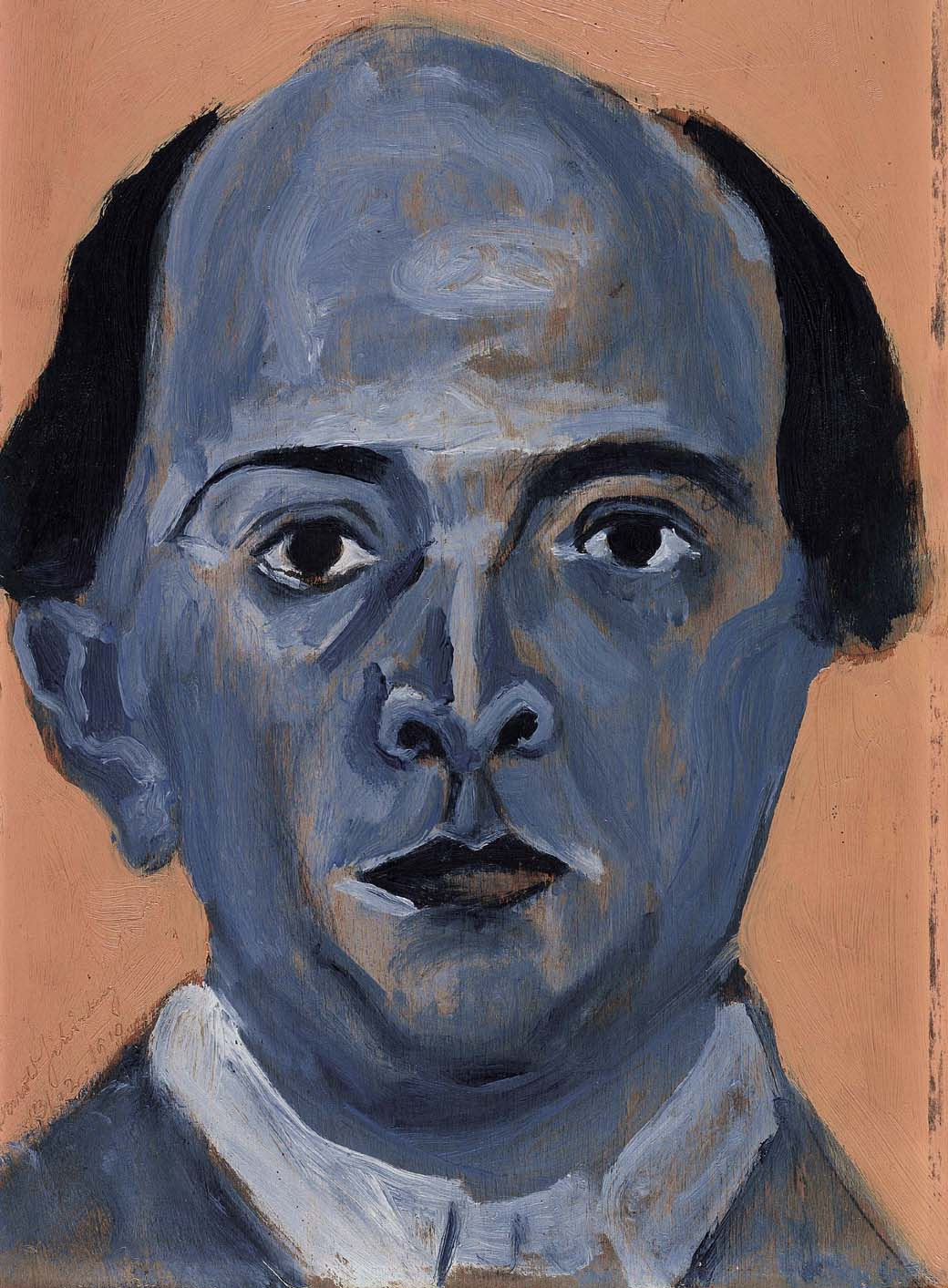
Arnold Schoenberg - autoportret, 1910. Blaues Selbstportrait după originalul expus la Viena, la Arnold Schönberg Center, 29 ianuarie 2008.

Dintre numeroșii discipoli ai lui Schoenberg, cei mai celebri au fost Alban Berg si Anton Webern, împreună cu care a format așa-numita „A doua școală muzicală vieneză”. La Berlin l-a avut ca discipol, printre alții, pe compozitorul transilvănean Norbert von Hannenheim.

## Vezi și
- Josef Rufer